# Alexander Floyd
Alexander Geoffrey Floyd (Hampton, Australia, 1 de abril de 1926-12 de diciembre de 2022) fuie un botánico australiano, especializado en especies de bosques lluviosos, particularmente forestales de Nueva Gales del Sur. Ha trabajado con la Comisión Forestal de Nueva Gales del Sur, con el Departamento Forestal de Papúa Nueva Guinea y los Parques nacionales y Servicio de Vida Silvestre de Nueva Gales del Sur.
A.G. Floyd es un prolífico autor en botánica. Ayudó a crear los "Jardines Botánicos de Costas Norteñas Regionales" en Coffs Harbour.

## Honores
- 2008, Floyd fue galardonado con la Medalla de la Orden de Australia por el servicio a la botánica, especialmente a través de la investigación y la identificación de la variedad de plantas subtropicales y mediante el apoyo a los Jardines Botánicos de Región de la Costa Norte, y para la conservación y la educación ambiental.[1]

### Eponimia
Dos géneros y varias especies vegetales fueron nombradas en su honor: Floydia, Endiandra floydii, Alexfloydia repens.
- La abreviatura «A.G.Floyd» se emplea para indicar a Alexander Floyd como autoridad en la descripción y clasificación científica de los vegetales.[2]